# Charles Welch
Charles C. Welch (New Britain, 2 febbraio 1921 – Oceanside, 16 luglio 2004) è stato un attore statunitense.

## Biografia
Si trasferì a New York nel 1948, dove recitò estensivamente a teatro dagli anni 50 agli anni 70. Attore versatile, Welch recitò in una dozzina di allestimenti a Broadway, incluse opere di prosa come Cloud 7 (1958) e Golden Boy (1966) e i musical Colazione da Tiffany (1966), Dear World (1969) Follies (1971) e Shenandoah (1975). Attivo in campo televisivo e cinematografico, Welch ha recitato anche in serie TV e soap opere come Il tempo della nostra vita e Polvere di stella e film come Il male di Andy Warhol.
È morto di cancro nel 2004, all'età di 83 anni.

## Filmografia parziale

### Cinema
- Fascino del palcoscenico (Stage Struck), regia di Sidney Lumet (1958)
- Una splendida canaglia (A Fine Madness), regia di Irvin Kershner (1966)
- Il male di Andy Warhol (Andy Warhol ' s bad), regia di Jed Johnson (1977)

### Televisione
- Studio One – serie TV, 2 episodi (1951-1957)
- Route 66 – serie TV, 1 episodio (1964)
- The Patty Duke Show – serie TV, 1 episodio (1964)
- Polvere di stelle (Bob Hope Presents the Chrysler Theatre) – serie TV, 1 episodio (1965)
- Hawk l'indiano (Hawk) – serie TV, episodio 1x07 (1966)
- Kojak – serie TV, 1 episodio (1976)
- Il tempo della nostra vita (Days of Our Lives) – serial TV, 1 puntata (1994)